# Эйфель (фильм)
«Эйфель» (фр. Eiffel) — биографическая драма Мартина Бурбулона, главные роли в которой исполнили Ромен Дюрис и Эмма Маки. Действие фильма разворачивается в Париже, в конце XIX века. Сюжет раскрывает подробности головокружительного романа французского инженера Гюстава Эйфеля, вдохновившего его на создание Эйфелевой башни.
Мировая премьера картины состоялась в марте 2021 года на кинофестивале Alliance Française French Film Festival. В русский прокат фильм вышел 14 октября.

## Синопсис
Париж, конец XIX века. Талантливый инженер Гюстав Эйфель мечтает строить метро, подземную железную дорогу будущего. Однако встреча с таинственной женщиной из прошлого переворачивает его жизнь. Их роман вдохновляет Эйфеля на создание немыслимого архитектурного шедевра — гигантской ажурной башни, ставшей в итоге символом Парижа, романтики и любви.

## В ролях
- Ромен Дюрис — Гюстав Эйфель
- Эмма Маки — Адриен Бурже
- Пьер Деладоншам — Антуан Рестак
- Арман Буланжер — Клэр Эйфель

## Производство
Работа над картиной «Эйфель» началась более 20 лет назад. Сценарий несколько раз был переработан.
С бюджетом в 23,4 миллиона евро «Эйфель» является одним из самых дорогих по производству французских фильмов 2020 года. В одном из интервью директор по производству картины Франсуа Хамель рассказал, что для покрытия дополнительных расходов, связанных с санитарными правилами во время пандемии коронавируса, потребовался дополнительный бюджет на съёмки в размере 300 000 евро.
Дюрис был единственным, кого режиссёр видел в роли Гюстава Эйфеля и кому предложил эту роль.
Компьютерные спецэффекты к фильму создавал Оливье Говет, работавших ранее на съёмках фильма «Бегущий по лезвию 2049».

### Съёмки
Съёмки фильма начались в 2019 году, однако, были приостановлены из-за пандемии коронавируса. Они возобновились в июне 2020 года. Проходили съёмки в Париже, а также в департаменте Жиронда у моста Кубзак, построенного Гюставом Эйфелем в Кюбзак-ле-Пон, в департаменте Верхняя Луара, в Л’Альянсе (Понт-Соломон) и в департаменте Ивелин, а также в замке Château de Vaugien в Сен-Реми-Ле-Шеврёз.
Косвенным вдохновением для режиссёра при съемках фильма послужила картина Дэмьена Шазелла «Человек на луне», а для оператора — проекты «Врата рая» и «Нефть».

### Реальные события
Проект не является байопиком в чистом виде, однако съёмочная группа стремилась придерживаться исторической достоверности настолько, насколько было возможно. Известно, что во время строительства моста Святого Иоанна в Бордо Гюстав Эйфель действительно был влюблён в Адриенн Бурже. Ему в то время было 28 лет, а ей — 18. Пара планировала свадьбу, но она была расстроена родителями Адриенн. Что касается предложения об участии во Всемирной выставке 1889, то Эйфель в действительности отказывался от него, несмотря на все уговоры. Почему инженер изменил своё решение — неизвестно, но ради постройки башни он в итоге заложил всю свою собственность. Авторы фильма предположили, что это могло быть связано с встречей Эйфеля с Адриенн в 1886 году, ведь они и вправду виделись спустя много лет.

## Маркетинг
Дублированный трейлер фильма был опубликован в интернете 7 июля 2021 года.